# Pin grid array

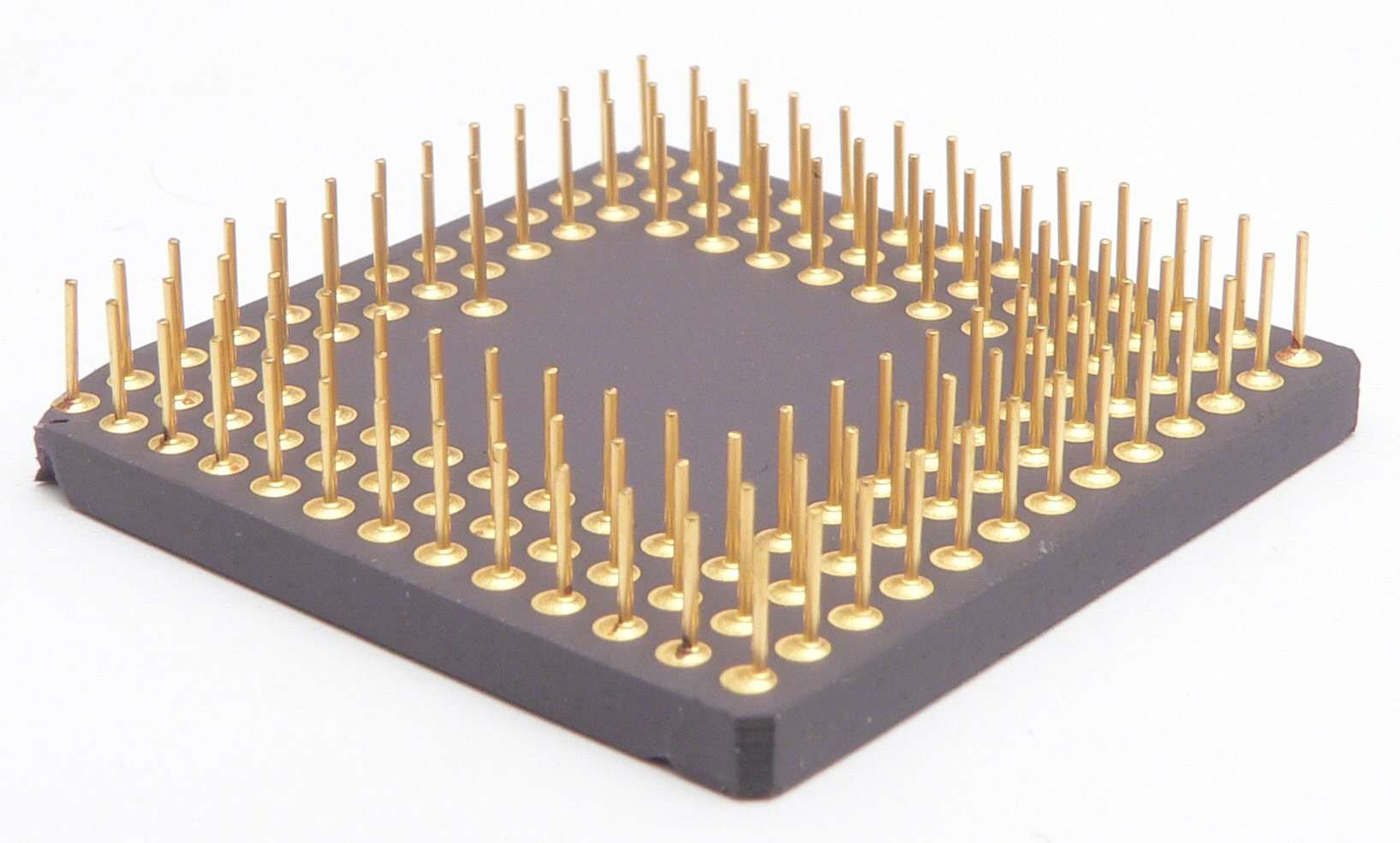
Pin Grid Array di un XC68020, un prototipo del microprocessore Motorola 68020

Il pin grid array (abbreviazione utilizzata comunemente: "PGA") è una tipologia di disposizione dei piedini di un circuito integrato, in particolare dei microprocessori. In un PGA, i piedini vengono disposti in una matrice quadrata che copre, del tutto o in parte, la faccia posteriore del circuito. La spaziatura tra un piedino e l'altro, generalmente, corrisponde a 2,54 mm. I PGA vengono montati su circuiti stampati in due modi: con dei fori passanti o mediante l'utilizzo di socket. I PGA vengono utilizzati principalmente nelle applicazioni che richiedono un numero di piedini molto elevato.

## Varianti di PGA
Varianti di PGA sono le seguenti:
- Plastic Pin Grid Array (PPGA);
- Flip Chip Pin Grid Array (FCPGA);
- Ceramic Chip Pin Grid Array (CPGA);
- Organic Chip Pin Grid Array (OPGA).